# Eleanor Worthington Cox
Eleanor Winifred Worthington Cox (ur. 21 czerwca 2001 w Merseyside) – angielska aktorka, laureatka nagrody Laurence'a Oliviera za tytułową rolę w musicalu Matilda.

## Filmografia

### Filmy
| Rok  | Tytuł                       | Rola           | Uwagi | Przypisy |
| ---- | --------------------------- | -------------- | ----- | -------- |
| 2014 | Czarownica                  | młodsza Aurora |       | [ 1 ]    |
| 2018 | Action Point: Park rozrywki | Boogie Carver  |       |          |
| 2019 | Gwen                        | Gwen           |       |          |

### Telewizja
| Rok     | Tytuł                  | Rola           | Uwagi                           | Przypisy |
| ------- | ---------------------- | -------------- | ------------------------------- | -------- |
| 2015    | Cucumber               | Molly Whitaker | 7 odc.                          |          |
| 2015    | The Enfield Haunting   | Janet Hodgson  | gł. rola; nominacja do BAFTA TV | [ 2 ]    |
| 2015–16 | Hetty Feather          | Polly Renfrew  | 11 odc.                         |          |
| od 2018 | Brytania               | Cait           | w gł. obsadzie                  | [ 3 ]    |
| 2021    | Ferajna z Baker Street | Clara          | 1 odc.                          |          |